# Michel Sementzeff
Michel Sementzeff est un artiste peintre et lithographe figuratif français né le 16 février 1933 à Boulogne-Billancourt, mort le 29 novembre 2019 à Lisieux.

## Biographie
Michel Sementzeff est élève de l'École supérieure des arts modernes (ESAM) à Paris avant d'être professeur de dessin, peinture et étalage dans le même établissement durant trente cinq années, parallèlement à sa carrière de peintre qu'il entame en fin de la décennie 1950.
Sociétaire du Salon d'automne et du Salon des artistes français, il réside au 27, rue des Pommerets à Sèvres pour s'installer dans un second temps définitivement à Saint-Désir-de-Lisieux.

## Œuvres

### Contribution bibliophilique
- Louis Aragon, Francis Carco, Bernard Clavel, Colette, Léon Daudet, Jean Giono, Sacha Guitry, Pierre Mac Orlan, Hervé Bazin, Daniel Boulanger, Edmonde Charles-Roux, Françoise Mallet-Joris, François Nourissier, Emmanuel Roblès, Robert Sabatier, André Stil…, Hier et aujourd'hui, l'Académie Goncourt, 21 textes de membres de l'Académie Goncourt, 21 lithographies par 13 artistes (Alain Bonnefoit, Michel Jouenne, Mick Micheyl, Raymond Poulet, Gaston Sébire, Michel Sementzeff, Louis Toffoli…), couverture dessinée par Daniel du Janerand, 530 exemplaires numérotés, Éditions Cercle d'art, 1991.

### Contribution philatélique
- Sérigraphie pour l'enveloppe premier jour Vallée du Lot - Decazeville, 7 septembre 1974.

## Expositions

### Expositions personnelles
- Galeries Vendôme rive droite (12, rue de la Paix et rive gauche (23, rue Jacob), Paris, janvier-février 1984, janvier-février 1986, novembre 1987 - janvier 1988, mars 1989 (Rêves et enchantements)[3], février-mars 1992, mars-avril 1994.
- Galerie Nettis, Le Touquet, 1987[4].
- Galerie et brocante de Crécy, Crécy-la-Chapelle, mars-avril 1990.
- Galerie du vieux Saint-Paul, Saint-Paul-de-Vence, juin 2001.
- Galerie Graal, Clermont-Ferrand, février 2009[5].

### Expositions collectives
- Salon d'automne, Paris, sociétaire en 1988[6].
- Salon Art Expo, Ballancourt, 1992[7].
- Première Rencontre d'art contemporain de Calvi - Paul Ambille, Frédéric Menguy, Blasco Mentor, Michel-Henry, Bernard Piga, Michel Sementzeff, Guy Seradour, Éliane Thiollier, Bernardino Toppi, Jean-Marie Zacchi…, citadelle de Calvi, juin-septembre 1996[8].
- Salon de printemps de Neuville-sur-Oise, 2008.
- Michel Sementzeff, peintures - José Ballester, sculptures, centre culturel du bourg médiéval, Conques-en-Rouergue, juin 2010[9].
- 29e Salon d'automne international de Lunéville, Michel Sementzeff invité d'honneur, espace culturel Erckmann, Lunéville, octobre 2010[10].
- Salon de l'AYAC, Michel Sementzeff invité d'honneur, Yvetot, 2011[11].
- Printemps des artistes - Michel Sementzeff, Louis Toffoli, salle Sainte-Cécile, Lillers, avril 2012[12].
- Salon des Amis des arts, Chaville, 2012.
- Festival international de peinture de Magné - Marais poitevin, Michel Sementzeff invité d'honneur, Magné (Deux-Sèvres), juillet 2014[13].
- Peintres et sculpteurs témoins de leur région, Centre culturel Athanor, Guérande, février 2018[14],[1].
- Participations parisiennes non datées : Salon des artistes français, Salon Comparaisons, Salon de la Société nationale des beaux-arts, Salon du dessin et de la peinture à l'eau[15], Salon de l'Orangerie du château de Versailles[3], Salon de la Marine, Salon Violet.

## Citations

### Dits de Michel Sementzeff
- « Je puise mon inspiration dans les paysages de nombreuses régions de France où j'ai séjourné. En premier, le Lot avec une maison de vacances, la Bretagne pour de nombreux voyages, la Normandie où je vis, et de nombreux lieux où j'ai pris des croquis pour les retranscrire après sur toile. J'ai toujours adoré Venise et les personnages de la Commedia dell'arte qui m'inspirent de nombreux masques et costumes. Le monde de l'enfance et des manèges me donne aussi beaucoup d'inspiration pour des paysages et des natures mortes de jouets et d'instruments de musique. » - Michel Sementzeff[1]

### Réception critique
- « Sementzeff, tel un oscillographe invisible, distribue nos greniers intérieurs sur de vieux murs d'argile dans un graffiti charbonné de formes soulignées. Son monde de fleurs séchées, patiné par les ans, semble moulé dans un bronze vert-de-gris. C'est aussi la densité d'une matière cuivrée où s'irise l'aiguilleté de vignes et d'oliviers en oursins. Campagnes d'autrefois où s'empâte de silence l'épaisseur appesantie de la terre mais où s'ébouriffent des buissons ardents sous le graphite de son pinceau, un peu comme ces deux "f" qui terminent son nom. Sementzeff peint comme sa signature ! Arlequins, Pierrots ou Cosettes imaginaires, tout empaillés de nostalgie, exilés et sans fil, posent comme des marionnettes qui attendraient Godot. » - Jean-Pierre Chopin[4]

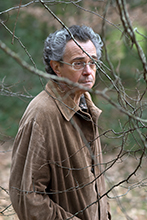
Alain Galan

- « Tout autant que ses sujets, la technique de Michel Sementzeff nous émerveille et nous ne pouvons qu'admirer le dépouillement du trait ou de la touche, la nuance exacte et plus encore ce don généreux d'unir la lumière et l'ombre. Il semble qu'il y ait là un essentiel et beaucoup plus qu'une simple formule. Sa peinture se détache, se met à vivre et le rend davantage romancier que paysagiste. La sensibilité de l'art suscite une main rigoureuse et l'art est réuni par enchantement. Décor à la fois merveilleux et fantastique, le peintre lui donne les nuances du rêve, et longtemps après peut-être, nous y retrouvons notre identité sur les lignes d'une terre craquelée comme une paume. » - Alain Galan[3]
- « Des clowns, des enfants au regard perdu, des natures mortes et des fleurs, des paysages en tonalités sourdes, rehaussées de quelques éclats de couleur émaillée et appuyées sur un dessin incisif. » - Gérald Schurr[16]
- « Ses compositions de personnages ou de figures, clowns et mimes, peintes et travaillées au couteau, laissent entrevoir l'habileté du dessinateur. Elles nous dévoilent un monde où la musicalité du silence joue des airs mélancoliques. » - Dictionnaire Bénézit[15].
- « Paysages, natures mortes, personnages sont ainsi pour l'artiste le lieu privilégié d'une complicité de tous les instants, où l'énigme d'un visage aux yeux étrangement fixes, associée à celle d'un masque qui lui ressemble, nous poursuit tout au long d'une méditation à laquelle nous ne pouvons tenter de nous arracher que par le miracle d'un arbre ou celui d'un bouquet tout autant chargés de tonalités que de significations. Le "figuratif" de Sementzeff est ainsi autrement suggestif, à la fois par la richesse et la diversité des thèmes que par l'intrusion de l'imaginaire au cœur d'une réalité transcendée, nous ouvrant quelque part les portes d'un domaine où le dessin affirme sa solidité, bien avant que la couleur ne l'habille, et sans qu'aucune faille ne nous permette d'échapper à l'envoûtement qu'ils distillent. » - Jehan Despert de l'Académie de Versailles[5]
- « Ses paysages, immobiles, dévoilent de lointaines échappées vers l'infini où l'horizon se dérobe, happé par le ciel et se confondant avec les champs et les maisons. Parfois les lignes fortes des arbres s'échappent comme des impulsions d'énergie, rythmant le tableau en le dynamisant. Michel Sementzeff nous offre à contempler une nature où les heures semblent suspendues "entre chien et loup", quand le jour et la nuit hésitent à se céder la place, ce qui leur confère un mystère, comme l'attente d'une révélation. Quant à ses natures mortes, elles sont d'une tonalité plus secrète, comme un ton mineur, où la présence des objets familiers devient prétexte à une invention de composition, de matières et de jeux de lumière. On le sent ici, si l'on peut dire, encore plus peintre, donnant libre cours à sa joie créative. Dans ses personnages apparaît une autre facette de sa personnalité ; une inspiration plus théâtrale l'attire, le menant un peu plus vers l'intemporel, créant un monde très personnel où son imaginaire s'envole, totalement libre. Il opère ici une ouverture vers une partie encore plus intime de son être, comme une confidence qu'il nous livre, créant ainsi un passage privilégié entre lui et nous dans un échange d'âme à âme entre celui qui donne et celui qui reçoit. Michel Sementzeff fait partie de ces quelques peintres figuratifs actuels qui donnent à l'art une dimension d'éternité. » - Patrice de la Perrière[17]

## Collections publiques
- Musée de Boulogne-Billancourt[15].
- Mairie de Courbevoie[3].
- Mairie de Puteaux[3].
- Mairie de Sèvres[3].